# Абилов, Игбал
Абилов Игбал (12 декабря 1989 год, д. Кулятон, Масаллинский район, Азербайджанская ССР) — научный исследователь, талышевед, просветитель, главный редактор «Вестника Талышской Национальной Академии» и научный сотрудник Талышской Национальной Академии.

## Биография
Шахини Игбал Абилов родился в деревне Кулятон, Азербайджанской ССР в 1989 году. В первый класс пошёл в родной деревне. В 7 лет семья переехала в Минск, где Игбал пошёл во второй класс средней школы № 179. Далее учился с 3 по 9 класс в гимназии «Альтернатива» (1998-2005), далее учился в 10-11 классах в гимназии №16 города Минска (2005-2007). 
В 2007-2012 гг. обучался на факультете международных отношений Белорусского Государственного университета (специальность - международные отношения). А в 2013 году продолжил магистратуру по той специальности. В период магистратуры и аспирантуры проводил семинары по следующим дисциплинам:
- Современные международные отношения;
- Региональные подсистемы Ближнего и Среднего Востока;
- Конфликтология и теория ведения переговоров;
- Внешняя политика Турции;
- Внешняя политика Ирана.

В 2014—2017 годы обучался в аспирантуре по международным отношениям на кафедре международных отношений БГУ. Тема диссертации «Отношения Турции с государствами Южного Кавказа (2001—2015 гг.)».
Является автором книг, публикаций и очерков, а также участником научных конференций в области истории и этнографии Южного Кавказа, Турции и Ирана.
С 2019 по 2022 год работал старшим преподавателем кафедры международных отношений БГУ. Читал лекции и проводил семинары по следующим дисциплинам:
- Региональные подсистемы Ближнего и Среднего Востока;
- Внешняя политика Китая и Японии;
- Конфликтология;
- Negotiating Process;
- Methodology for Analysing International Process;
- Environmental Security Problems in the Contemporary World.

В 2020—2022 гг. — преподавал в Белорусском Институте Правоведения (кафедра политологии и международные политических процессов). Работал старшим преподавателем кафедры политологии и международных политических процессов. Читал лекций и проводил семинары по следующим дисциплинам:
- Региональные подсистемы международных отношений (Ближний и Средний Восток; Азиатско-Тихоокеанский регион);
- Конфликтология;
- Геополитические проблемы современного мира;
- Этнополитика;
- Основы дипломатии.

Руководил курсовыми и дипломными работами студентов.
Параллельно с обучением работал переводчиком (вторая специальность по диплому).
1 ноября 2024 года, короткометражный фильм Игбала «Фрагменты» получил награду за лучший научно-фантастический фильм на международном кинофестивале Monza Film Festival в Италии. Игбал Абилов посвятил награду за свой фильм политзаключенным Азербайджана.
Позже короткометражный фильм Игбала «Фрагменты» был включён в официальную программу Мадридского фестиваля независимого кино.
14 ноября 2024 года, состоялся показ фильма Игбала в рамках Madrid Indie Film Festival. На показе присутствовал двоюродный брат Игбала, Идрак Мирзализаде, который зачитал обращение Игбала к организаторам и посетителям фестиваля.
Короткометражный фильм Игбала «Фрагменты» вошёл в октябрьскую подборку лучших фильмов Prisma Awards (Rome Independent Film Awards).

## ТНА
В 2010 году в Риге (Латвия) была зарегистрирована Талышская Национальная Академия (ТНА), которая с 2017 года продолжает свою деятельность в Вильнюсе (Литва) под названием «Talyšų Nacionalinė Akademija».
Является главным редактором «Вестника Талышской Национальной Академии» — международного научного журнала, посвящённого научному изучению Талыша.
На страницах «Вестника» публиковались учёные и исследователи из России, Азербайджана, Франции, Ирана, Нидерландов, Северного Кипра и Армении по тематикам талышской истории, этнографии, культуры и языка.
В 2011 году ТНА издала книгу с историко-этнографичекими очерками И. Абилова и И. Мирзализаде.
С 4-8 июля 2011 года в г. Петрозаводске прошёл IX Конгресс этнографов и антропологов России. 6 июля на конгрессе был заслушан доклад сотрудника Талышской Национальной Академии Игбала Абилова «Фольклор как источник реконструкции исторической памяти талышского народа». В работе было уделено внимание двум мифическим существам, известном в устном народном творчестве талышей, — «Сийо Чыхо», распространённом в Азербайджанском Талыше, и «Сийах Галешу», распространённом, соответственно, в Иранском Талыше. У аудитории особый интерес вызвало положение талышей, проблемы, которые стоят перед сохранением языка и культурного наследия. Слушателей интересовала разница в положении талышей в советский период и на современном этапе.
С 25 апреля по 5 мая 2012 года Талышская национальная академия совместно с Музеем Антропологии и этнографии им. Петра Великого Российской Академии Наук (Кунсткамера) и Российским Этнографическим музеем проводила научную экспедицию в Южном (Иранском) Талыше. Руководителем экспедиции был сотрудник ТНА Абилов Игбал. Представитель ТНА в Южном (Иранском) Талыше Армин Фариди является исследователем талышской музыкальной традиции, собирателем фольклора, автором сборника «Талышская музыка», в котором представлены 100 народных песен со всего Талыша. Экспедиция стала первой попыткой обследования Иранского Талыша в русскоязычной этнографической науке; поездка, главным образом, имела целью ознакомление с регионом, его особенностями, как культурными, так и географическими, социальными. Было собрано несколько интервью с жителями талышских селений в округе города Решт; посещён талышский город Масуле и музей деревенского наследия Гиляна, в котором представлены 20 различных образцов местной архитектуры, а также сельский район Алйанд в Фумане; посещён Рештский базар, а также городской музей, где, кроме быта местного населения, представлены также артефакты, найденные во время археологических раскопок в Марлике, Тул-е Талыш, Амлаше, Аг эвлар. Во время экспедиции был собран широкий материал об идентичности талышей, взаимоотношениях с окружающими народами, хозяйстве (рисоводстве, скотоводстве), календарном цикле, пантеоне. На основе собранных полевых материалов были сделаны доклады, которые были представлены на Лавровских (среднеазиатско-кавказских) чтениях разных годов.

## Арест
Игбал Абилов приехал в Азербайджан 14 июня 2024 года, чтобы присутствовать на свадьбе двоюродного брата и на отдых.
22 июня прибывшие в деревню сотрудники Госбезопасности увезли Абилова в отдел ГСБ Масаллинского района, где его допрашивали в течение 6 часов.
27 июня, когда он пытался вылететь из Баку в Бухарест (на пути в Беларусь), но ему не позволили сесть на самолёт, забрав его паспорт и 2 телефона. 22 июля Абилов снова был вызван в отдел ГСБ Масаллинского района под предлогом возврата его паспорта и телефонов. Однако, не уведомив его родных, Абилов был доставлен в Баку.
После обращения к омбудсмену, родителям сообщили, что Абилов подозревается по статьям 274 (государственная измена), 281.3 (публичные призывы, направленные против государства, совершенные по заданию иностранных организаций или их представителей) и 283.1 (возбуждение национальной, расовой, социальной или религиозной ненависти и вражды) Уголовного кодекса Азербайджана. Со стороны обвинения не было предоставлено никаких публичных доказательств в поддержку этих обвинений.
По словам родственников Абилова, он был задержан по надуманным обвинениям, а настоящей причиной его преследования является его исследование различных национальных меньшинств, включая талышей Азербайджана. Отец Игбала сообщил, что его сын с детства жил в Беларуси: "Мой сын политикой не занимался. Он проводил обширные научные исследования. «Его исследования касаются не только Талыша, но и всего обширного региона от Китая до Турции».
24 июля по решению суда (номер решения 4(009)-388/2024) в Баку на время следствия Игбал был помещён под четырёхмесячный арест без возможности видеться с близкими.
25 июля была создана петиция по освобождению Игбала.
29 июля талышская интеллигенция в лице поэтов, писателей, общественных деятелей написала открытое письмо к президенту Ильхаму Алиеву по делу Игбала Абилова.
30 июля группа учёных из вузов и научных центров различных стран обратились к президенту Азербайджана Ильхаму Алиеву и первому вице-президенту Мехрибан Алиевой в связи с уголовным делом против талышского исследователя Игбала Абилова и призвали оказать содействие в его освобождении.
31 июля года Бакинский апелляционный суд отказался удовлетворить жалобу на арест, сам Абилов отверг обвинения.
В августе на международной конференции по защите прав человека в Европе выступил президент правительства Талыш-Муганской Автономной Республики в эмиграции Б. Талышинский., он осветил проблемы притеснения талышей в Азербайджане, а также рассказал о задержании Игбала Абилова.
Член парламента Швеции от демократов Эрик Хеллсборн обратился с письменным запросом к министру иностранных дел Швеции, о разъяснением ситуации по поводу ареста историка Игбала Абилова.
6 августа прошёл первый пикет в поддержку Игбала Абилова. Мероприятие состоялось в Вильнюсе перед Консульством Азербайджана.
7 августа состоялось очередное заседание в Сабаильском районном суде г. Баку. Суд по прежнему не разрешил никаких свиданий с родными и оставил запрет на телефонные разговоры. Комитет защиты прав Игбала Абилова осудил его арест и обращение с ним, а также подчеркнул многочисленные нарушения в его деле. Активисты по правам человека со всего мира объединились, чтобы начать глобальную кампанию в защиту прав Игбала Абилова.
В призыве прекратить проведение ежегодных климатических саммитов в авторитарных странах упомянули и арест Игбала Абилова.
20 августа Радио «Свобода» опубликовало большой видеорепортаж о деле Абилова, а 23 августа было снято ограничение на звонки и встречи с Игбалом.
31 августа один из адвокатов Игбала, Фариз Намазлы, был задержан сотрудниками Государственной безопасности и допрошен в течение трех часов. Ещё один адвокат, Ганга Ибрагимов, объявил, что выходит из дела и расторг договор.
7 сентября прошёл второй пикет в поддержку Игбала. Мероприятие состоялось в Гааге (Нидерланды) перед Консульством Азербайджана.
Более 20 международных организации и частных лиц призвали Азербайджан освободить активистов, которые преследуются по политическим мотивам.
23 сентября 2024 года, союз «За свободу политзаключенных в Азербайджане» опубликовал обновленный список политзаключенных, в который был включен Игбал.
23 сентября Amnesty International начала кампанию в защиту Игбала и других политзаключенных в Азербайджане.
30 сентября в Страсбурге состоялся третий пикет в поддержку Игбала Абилова. Участники (друзья и коллеги Игбала) собрались перед Дворцом Европы, где в этот же день начинается очередная сессия ПАСЕ. Одна из тем на повестке этой сессии - «Ухудшающаяся ситуация с правами человека, верховенством закона и демократией в Азербайджане».
9 октября в Варшаве прошёл четвёртый пикет в поддержку Игбала Абилова. Он совпал с конференцией ОБСЕ, в ходе которой будет обсуждаться дело Игбала. На конференции ОБСЕ «2024 Warsaw Human Dimension» было посвящено два выступления делу Игбала.
24 октября Европейский парламент принял резолюцию, в которой потребовал освободить всех политзаключенных в Азербайджане.
4 ноября в Сабаильском суде г. Баку было рассмотрено ходатайство о переводе Игбала под домашний арест. На этот запрос был получен отказ, который по словам защиты строится на рассуждениях о том, что оставаясь на свободе Игбал может «воздействовать на ход следствия».
19 ноября суд продлил срок ареста Игбала на время следствия ещё на 4 месяца, до 22 марта 2025 года.
3 декабря Американская историческая ассоциация (AHA) опубликовала официальное письмо президенту Азербайджана, выразив обеспокоенность по поводу ареста Игбала.
6 января 2025 года Committee of Concerned Scientists (Комитет обеспокоенных учёных) потребовал у властей Азербайджана освободить Игбала Абилова и позволить ему вернуться в Беларусь, а также ознакомить с документами по делу адвокатов. 
21 января ряд организации обратились со срочным призывом к Парламентской Ассамблее подтвердить приостановление полномочий Азербайджана на сессии в январе 2025 года и разработать чёткие и измеримые критерии для их восстановления. Прекратить репрессии против инакомыслящих, преследуя гражданское общество, журналистов и активистов политически мотивированными арестами по сфабрикованным обвинениям. В списке несправедливо арестованных указан и Игбал Абилов.
27 января в первый день зимней сессии Парламентской Ассамблеи Совета Европы, был организован пятый пикет в его поддержку в Страсбурге перед Дворцом Европы.
В феврале предварительное следствие по делу Игбала было завершено и передано на рассмотрение Ленкоранского суда по тяжким преступлениям.
26 февраля состоялось первое заседание суда по делу Игбала. Судьи присоединились онлайн, так как физически они находятся в 260 километрах. В ходе заседания были подтверждены полномочия и утверждены документы, связанные с делом. Заседание проходило в закрытом режиме, и никто из родных лично присутствовать не смог.
7 марта состоялось очередное судебное заседание в ходе которого было подано ходатайство на перевод Игбала под домашний арест, но ходатайство было отклонено судом. Игбал в очередной раз повторил, что не считает себя виновным и отвергает все обвинения. Также, по словам адвоката Ровшаны Рахимли, было подано ходатайство на проведение заседаний суда в открытом режиме. Это ходатайство также было отклонено судом. 
4 апреля судебное заседание всецело состояло из речи Игбала в свою защиту. В своём выступлении он опроверг надуманные обвинения по всем пунктам.
29 апреля в Комиссии по правам человека имени Тома Лантоса при Конгрессе США прошли слушания, посвящённые положению с правами человека в Азербайджане под председательством Криса Смита. Исполнительный директор правозащитной организации Freedom Now Андреа Прасо в своём выступлении упомянула Игбала:
В большинстве случаев эти люди не знают о существовании запрета на выезд из страны, пока не попытаются покинуть страну, после чего их арестовывают по сфабрикованным обвинениям. Так произошло с Игбалом Абиловым, представителем национального меньшинства Азербайджана и учёным, приехавшим из Беларуси на свадьбу. Ему не разрешили покинуть страну в июне 2024 года, а несколько недель спустя его арестовали по обвинению в государственной измене
Председатель Смит объявил намерение представить "Акт о демократии в Азербайджане», законопроект, который будет предусматривать прямые экономические и политические последствия для Азербайджана в связи с ухудшающейся ситуацией с нарушениями прав человека.
2 мая было очередное заседание по делу Игбала. Были заслушаны показания свидетелей, в том числе Гилала Мамедова, возглавляющего комитет по защите прав Игбала Абилова. По результатам заседания прокурор запросил 19 лет заключения, протесты и требования адвокатов Игбала не были приняты.
12 мая на судебном заседании адвокаты выступили с опровержениями и представили документы, подтверждающие необоснованность обвинения, однако суд не принял документы. Следующее заседание перенесли на 15 мая для зачитывания последнего слова Игбала.
23 мая генеральная докладчица Парламентской ассамблеи Совета Европы (ПАСЕ) по вопросам политических заключённых Азаде Рожхан выступила с заявлением по поводу приговора И. Абилову. Комментируя приговор, вынесенный судом по тяжким преступлениям, она выразила обеспокоенность по поводу осуждения Игбала Абилова по обвинениям в «государственной измене» и «призывах к ненависти» и напомнила, что академическая свобода защищена правом на свободу выражения мнения, подчеркнув, что это один из краеугольных камней демократического общества и что учёные должны быть защищены от политического вмешательства.